# توصیه ساده تورا-سان
توصیه ساده تورا-سان (انگلیسی: Tora-san's Easy Advice) یک فیلم کمدی ژاپنی محصول ۱۹۹۴ به کارگردانی یوجی یامادا است. این فیلم چهلمین و هفتمین فیلم از مجموعه محبوب و طولانی‌مدت اوتوکو وا تسورای یو است.

## خلاصه
توراجیرو یک خواننده ناموفق انکا (موسیقی ژاپنی) ساچیکو کوبایاشی را در سفر می‌بیند و با فال‌بینی از روی چهره او را تشویق می‌کند.
توراجیرو برای اولین بار پس از مدت‌ها به شیباماتا بازمی‌گردد، اما آن شب، موضوع میتسوئو و نارضایتی از کاری که پیدا کرده شروع می‌شود. میتسوئو به توراجیرو شکایت می‌کند که برای شغل فروش در شرکت تولید کفش و عمده فروشی که پس از فارغ‌التحصیلی از دانشگاه به آن ملحق شده‌است مناسب نیست. با شنیدن این موضوع، توراجیرو به میتسوئو تکنیک‌هایی را می‌آموزد که در طول سال‌ها در تجارت دستفروشی یادگرفته است. میتسوئو و بقیه اعضای خانواده تحت تأثیر نمایش او در مورد نحوه فروش مداد، از جمله خاطرات دوران کودکی او قرار گرفتند. با این حال، روز بعد، توراجیرو خانواده اش را عصبی می‌کند که زیرا می‌گوید برای سلام کردن و تشکر با رئیس خواهرزاده اش قصد دارد به شرکت میتسوئو برود. پس از دعوا با خانواده اش توراسان دوباره راهی سفر می‌شود.
توراجیرو با «نوریکو میا» (رینو کاتاسه)، زنی که در کنار دریاچه بیوا ایستاده‌است، صحبت می‌کند. نوریکو با دوربینی در ماشینش در یک سفر عکاسی بود. توراجیرو درحالی‌که پس از صحبت با او در حال خداحافظی است، می‌بیند که نوریکو از روی یک سنگ سقوط می‌کند و توراجیرو او را به یک کلینیک ارتوپدی می‌برد. نوریکو در نهایت در همان مسافرخانه توراجیرو می‌ماند آنها در مورد زندگی خود صحبت می‌کنند، توراجیرو متوجه می‌شود که او زن یک خانه‌دار با کلاس بالا است که در کاماکورا زندگی می‌کند و سالی یک بار به مدت یک هفته از خانواده اش مرخصی می‌گیرد و برای عکاسی به مسافرت می‌آید. او می‌گوید که من به عنوان یک سرگرمی در حال انجام یک سفر عکاسی هستم. به نظر می‌رسید نوریکو از آن شادی و رفاهی برخوردار است که توراجیرو و ساکورا در حسرت آن هستند اما توراجیرو که از جمله نوریکو «من و شوهرم همدیگر را دوست نداریم» متعجب می‌شود. تصمیم می‌گیرد با نوریکو برای دیدن جشنواره هیکیاما در شهر ناگاهاما، شیگا برود و همان روز شوهر نوریکو (سی هیرازومی) به دلیل زخمی شدن او می‌آید تا نوریکو را بردارد و با ماشین به خانه شان در کاماکورا برساند.